# Georg Fritze
Friedrich Bernhard Georg Fritze (* 1. August 1874 in Magdeburg; † 3. Januar 1939 in Köln) war ein evangelischer Pfarrer und Theologe, religiöser Sozialist und Antifaschist.

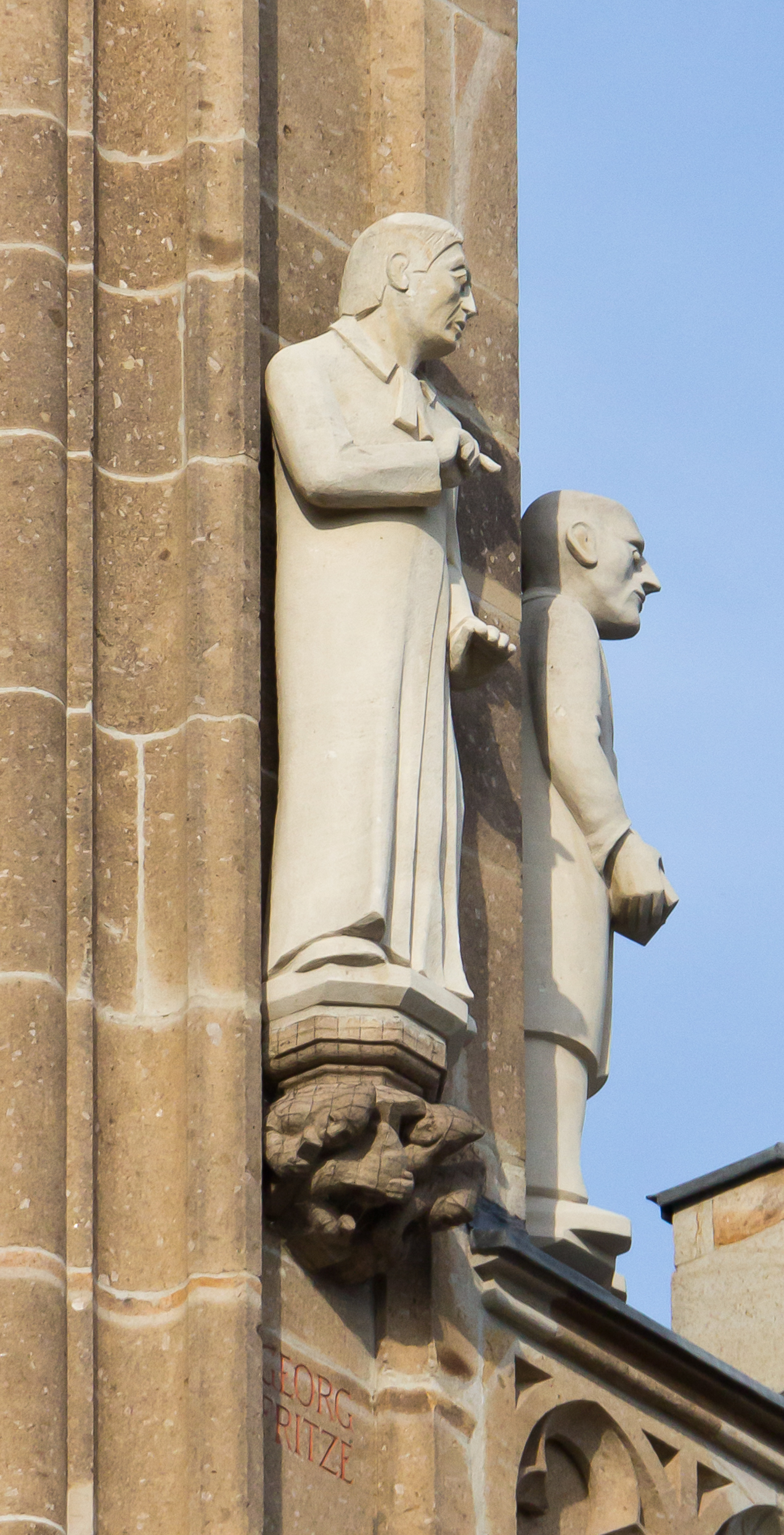
Georg Fritze – Abbildung am Kölner Rathausturm

## Leben
Fritze studierte Evangelische Theologie in Halle (Saale) und Marburg, machte erstes theologisches Examen 1896 in Halle, zweites Examen 1898 in Magdeburg und leistete danach Militärdienst (1889–1890). Anschließend war er Hilfsprediger, und später „zweiter Pfarrer“ in der Belgischen Missionskirche in der Église protestante in Charleroi, wo er am 30. September 1900 ordinierte. Nach vier Jahren kehrte er in die preußische Provinzialkirche in Sachsen zurück, wo er erst einmal das Vikariat nachholen musste. Nach einem Jahr wurde er als Pfarrer in die Gemeinde Nordhausen gewählt. 1905 heiratete er die Holländerin Katharina Anna „Cato“ Havelaar (1883–1964) aus Haarlem; aus der Ehe gingen vier Kinder hervor.
Im April 1916 nahm Fritze die Wahl auf die Pfarrstelle in der Trinitatiskirche zu Köln. Am 15. und 19. Januar 1919 sprach er im zu diesem Anlass völlig überfüllten Kölner Gürzenichsaal über das damals äußerst ungewöhnliche Thema „Kirche und Sozialdemokratie“. Georg Fritze fordert ein Ende der Gegnerschaft der Kirche zur Arbeiterbewegung und kritisierte zugleich die Religionsfeindschaft der SPD. In der Folge fand sich um den engagierten Pfarrer eine Gruppe religiös interessierter Arbeiter zusammen, die sich am 9. März 1920 als „Bund religiöser Sozialisten Köln“ konstituierte. Fritze gehörte damit nach Christoph Blumhardt, der dafür 1899 noch sein Pfarramt aufgeben musste, mit Erwin Eckert und Emil Fuchs zu den ersten Pfarrern in Deutschland, die als Sozialisten bekannt wurden.
Im September 1919 reiste Georg Fritze zum Tambacher Treffen evangelischer Theologen (aus dem auch die sogenannte dialektische Theologie der 20er Jahre hervorging) und lernte dort unter anderen Karl Barth kennen, der später so wie Fritze bis zu seiner Vertreibung aus Deutschland einer der wenigen evangelischen Pfarrer in der SPD wurde. Allerdings blieb Fritze weiterhin eher ein liberaler Theologe, der sich erst zu Anfang der 30er Jahre der dialektischen Theologie, und insbesondere Karl Barth, zuwandte: erst recht da Barth nun im benachbarten Bonn tätig war.
Während der 20er-Jahre setzte sich Fritze auch für die Ordination von Frauen ein; mindestens vier Frauen absolvierten bei ihm ihre Zeit als Vikarinnen, was damals ungewöhnlich war.
1928 wurde Georg Fritze erster Pfarrer in der instandgesetzten Kölner Kartäuserkirche. In den „Kartäuser Pfarrblättern“ warnte er immer wieder vor dem Faschismus. Im Dezember 1930 diskutierten er und seine Mitstreiter vom Bund der religiösen Sozialisten Köln über die Gewaltfrage im Widerstand gegen den Nationalsozialismus. Sie befürchteten bereits „möglicherweise bevorstehende Kämpfe“ und diskutierten, ob diesen prinzipiell gewaltfrei zu begegnen, oder ob mit gewaltsamen Auseinandersetzungen zu rechnen sei und man sich auf diese vorbereiten solle.

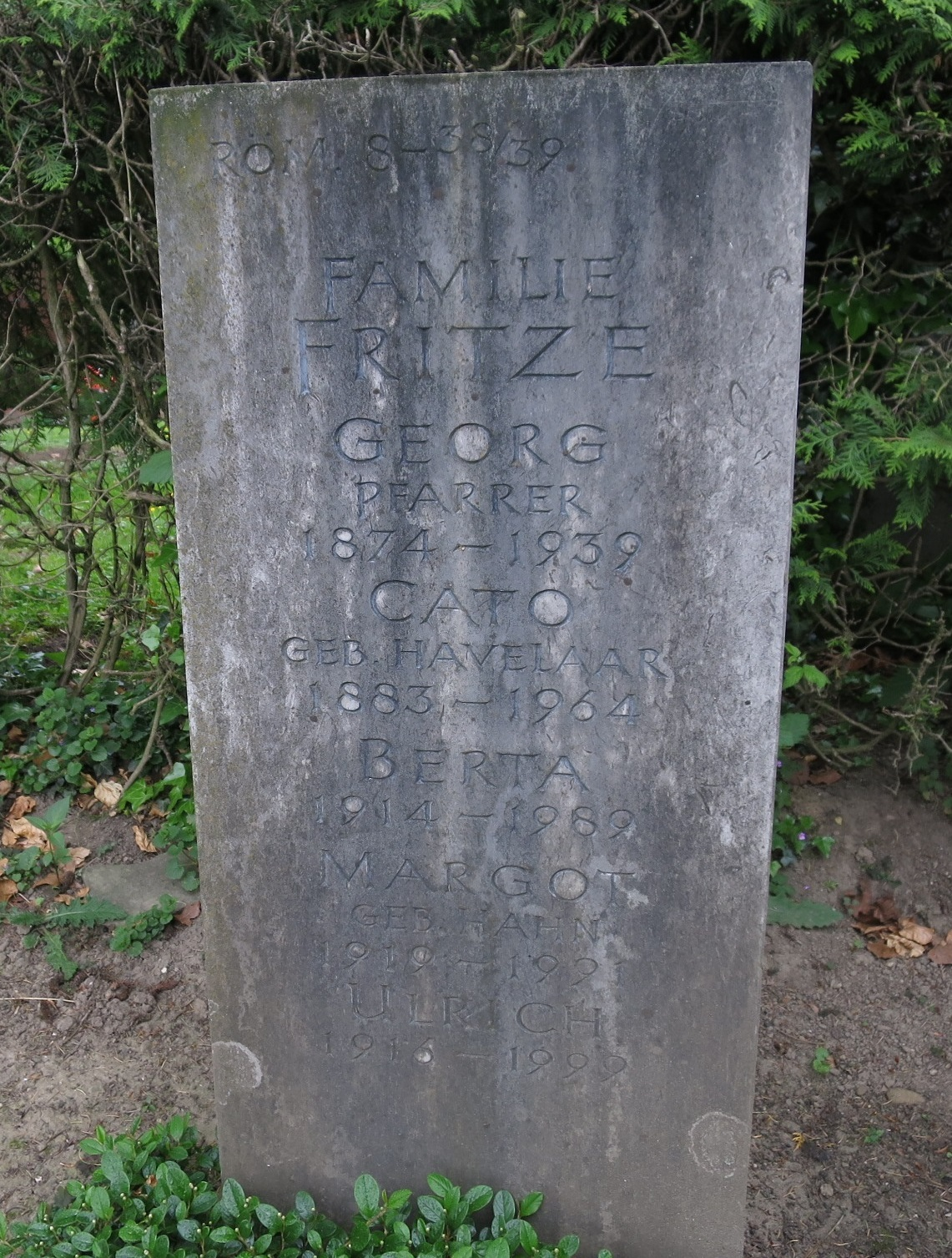
Georg Fritze – Familiengrab auf dem Kölner Südfriedhof

Ab 1933 verschärfte die wachsende Zahl der sogenannten Deutschen Christen in Kölner Gemeinden die Konflikte. Fritze beteiligte sich dagegen an der Gründung der Bekennenden Gemeinde. Diese versuchte jedoch zwar, sich der nationalsozialistischen Vereinnahmung der Kirche zu entziehen, wurde darüber hinaus aber nicht antifaschistisch wirksam. Schließlich forderten auch Vertreter der Bekennenden Kirche, Fritze solle sich vom Sozialismus distanzieren und sich Forderungen der Nazis beugen. 1938 verlangte man von Fritze einen Treueid auf Adolf Hitler. Seine Weigerung wurde schließlich zum Vorwand genommen, ihn am 17. Oktober 1938 aus dem Pfarramt zu entfernen. Nach aufreibenden Auseinandersetzungen war Georg Fritzes Gesundheit stark beeinträchtigt. Am 3. Januar 1939 starb er 64-jährig nach einem Schlaganfall an Herzversagen in seiner Kölner Wohnung. Drei Tage später wurde er auf dem Südfriedhof (Flur 71) beigesetzt.

## Gedenken
1980 kam es zu einer öffentlichen Entschuldigung seitens der Kirche, ausgesprochen durch den Kölner Stadtkirchenverband. Im Innenhof der Kartäuserkirche wurde 1981 eine Gedenktafel für Georg Fritze angebracht, gestaltet von dem Kölner Künstler und Architekten Rudolf Alfons Scholl.
Seit demselben Jahr wird vom Kirchenkreis Köln-Mitte alle zwei Jahre die Georg-Fritze-Gedächtnisgabe vergeben, an „Menschen und Gruppen, die sich für die Opfer von Diktatur und Gewalt einsetzen“.
In Köln-Seeberg wurde eine Nebenstraße zur Karl-Marx-Allee Georg-Fritze-Weg genannt.
1992 stiftete die Evangelische Gemeinde eine Georg-Fritze-Statue des Bildhauers Joachim G. Droll für den Turm des Kölner Rathauses.

## Zitate
(alle Seitenangaben aus Prolingheuer: Der Rote Pfarrer, ausführliche Belege dort)
„Wir dürfen und können doch nicht vergessen, daß der Kern des Evangeliums, auf dem unser Dasein beruht, das Reich Gottes ist und daß dies Reich Gottes in allen Völkern aller Weltteile seine Glieder zählt und daß das Reich Gottes und das Reich des Vaterlandes, so sehr wir beide preisen, nicht dasselbe sind und daß nur eines von ihnen das Höchste sein kann.“ (1917, S. 33)
„Es gibt keine grundstürzendere Revolution als Ernst machen mit der Bruderliebe.“ (1921, S. 39)
„In der Predigt kommt es nicht darauf an, dass der Pfarrer geistreiche Worte aus seinem Bildungsschatz und schöne Vergleiche findet; er darf sich auch nicht dadurch bestimmen lassen, ob viele oder weniger Menschen zu ihm kommen — entscheidend ist, dass er das Wort von Gott sagt. Er soll sein wie der sichtbar ausgestreckte Zeigefinger des Johannes (auf dem Grünewaldschen Bild von der Kreuzigung), der auf Jesus weist: dort ist Licht, dort ist Leben! Siehe, das ist Gottes Lamm, das der Welt Sünde trägt! Wo Gott so verkündigt wird und wo die Herzen so das Wort aufnehmen, da geschieht etwas, da wird Friede, Freude, Freiheit, Gehorsam gegen den Willen Gottes…“ (1933, S. 86)
„Die Kirche wird nicht zu Grunde gehen am Geschrei ihrer Gegner, aber sie könnte verhängnisvollen Schaden nehmen durch das Schweigen ihrer Freunde!“ (1938, S. 138)